# Cantón de Rémuzat
El cantón de Rémuzat era una división administrativa francesa, que estaba situada en el departamento de Drôme y la región de Ródano-Alpes.

## Composición
El cantón estaba formado por dieciséis comunas:
- Chauvac-Laux-Montaux
- Cornillac
- Cornillon-sur-l'Oule
- La Charce
- Lemps
- Le Poët-Sigillat
- Montferrand-la-Fare
- Montréal-les-Sources
- Pelonne
- Pommerol
- Rémuzat
- Roussieux
- Sahune
- Saint-May
- Verclause
- Villeperdrix

## Supresión del cantón de Rémuzat
En aplicación del Decreto nº 2014-191 de 20 de febrero de 2014, el cantón de Rémuzat fue suprimido el 22 de marzo de 2015 y sus 16 comunas pasaron a formar parte del nuevo cantón de Nyons y Baronías.